# Windstruck
Pour plus de détails, voir Fiche technique et Distribution.
Windstruck (내 여자친구를 소개합니다, Nae yeojachingureul sogae habnida) est un film sud-coréen réalisé par Kwak Jae-yong, sorti le 3 juin 2004.

## Synopsis
Quand l'officier Kyung-jin entend une femme crier, elle ne peut laisser passer un tel crime. Elle arrête un homme, Myung-woo, et le conduit au poste de police. Elle découvre qu'en réalité, Myung-woo était un bon citoyen qui tentait d'attraper le véritable criminel.
Nouvellement nommé professeur dans un lycée pour filles, Myung-woo a besoin de surveiller des étudiantes lors d'un voyage scolaire dans un quartier réservé (où se trouvent les maisons de prostitution). Un officier est chargé de le protéger. À son désarroi, cette personne est n'est autre que Kyung-jin...

## Fiche technique
- Titre : Windstruck
- Titre original : 내 여자친구를 소개합니다 (Nae yeojachingureul sogae habnida)
- Réalisation : Kwak Jae-yong
- Scénario : Kwak Jae-yong
- Production : Choi Su-yeong, Jung Hoon-tak, William Kong et Philip Lee
- Musique : Choi Seung-yeong
- Photographie : Jeong Han-cheol
- Montage : Kim Sang-bum et Kim Jae-bum
- Pays d'origine : Corée du Sud
- Langue : coréen
- Format : Couleurs - 1,85:1 - Dolby Digital - 35 mm
- Genre : Comédie romantique, comédie dramatique, comédie policière et film fantastique
- Durée : 123 minutes
- Dates de sortie :
  - Hong Kong : 3 juin 2004
  - Corée du Sud : 4 juin 2004

## Distribution
- Jeon Ji-hyeon : Yeo Kyung-jin
- Jang Hyuk : Ko Myung-woo
- Kim Su-ro : personnage prise d’otage
- Lee Ki-woo : prince
- Im Ye Jin : femme policier
- Kim Chang-wan : chef de police
- Cha Tae-hyun : personnage sur la plateforme
- Jeong Dae-hoon : garçon fugitif 1
- Jeong Ho-bin : Shin Chang-soo
- Jeon Jae-hyeong : garçon fugitif 2
- Kim Jeong-tae : Kim Yeong-ho
- Oh Jung-se : Jo, caporal de la police